# Distrito de San Isidro de Maino
El distrito de San Isidro de Maino es uno de los veintiún distritos de la Provincia de Chachapoyas, ubicada en el Departamento de Amazonas, en el norte del Perú. Limita por el norte y por el oeste con el distrito de Levanto; por el este con la provincia de Rodríguez de Mendoza y el distrito de Soloco y; por el sur con el distrito de Magdalena.

## Historia
Antiguamente, el actual distrito era únicamente un anexo del distrito de Levanto. En ese entonces fue don Elías Anduaga Zumaeta  quien inició  los trámites para que la zona sea reconocida como distrito. Es así que finalmente el distrito fue creado el 25 de marzo de 1952 mediante la Ley N.º 11793, en el gobierno del Presidente Manuel A. Odría.
Luego de la creación don Elías Anduaga Zumaeta , reconocido como el fundador del distrito, se convirtió en el primer alcalde por varios períodos,  consolidando el nuevo distrito.

## Geografía
Abarca una superficie de 101,67 km²y tiene una población estimada mayor a 800 habitantes.
Su capital es el centro poblado de Maino. Maino está ubicado en un valle donde la montaña baja hacia las orillas del Río Utcubamba. San Isidro de Maino ofrece varios lugares atractivos para turistas como Rúinas y el camino Inca.
La mayoría de los pueblos y caseríos del Distrito de San Isidro de Maino están ubicados en la montaña alta en un valle que baja hacia el Río Utcubamba.

### Pueblos y caseríos del distrito de San Isidro de Maino
| - Maino - Vargas - Chullus - Shicpata - Olchoc - Tío Pucro - Sisopucro - Paccha Cucho - Santa Rosa - Calpilon | - Santa Margarita - Tolpin - Gagmal - Hungaca - Ishpingo Pata - Vista Alegre - Cachiyacu - Yerba Buena - Shundor - Cedro | - Pamal - San Antonio - Lanche Huayco - Chontayacu - Chinchango - Potrero - Palmaloma - Convento - Huaypunta - Yunguilla | - Ðudillo - Culenyacu - Chishcopampa - Maripata - Shacshe - Shigual - Maripampa - Jumbasa - Las Palmas |

## Autoridades

### Municipales
- 2023 - 2026[2]
  - Alcalde: Jhenrry Gerald Salon Montoya, del Movimiento Regional Victoria Amazonense.

## Festividades
Las fiestas patronales de la capital Maino se celebran el 7 de junio y el 30 de agosto.
Como comidas típicas se conoce el cuy con papas y Locro de Mote pelado con Frijol entre otros.